# Aire urbaine de La Réole
L'Aire urbaine de La Réole est une unité urbaine française centrée sur la ville de La Réole  département de la Gironde.

## Données globales
En 2010, selon l'Insee, l'aire urbaine de La Réole est composée de sept communes, toutes situées dans l'arrondissement de Langon, subdivision administrative du département de la Gironde.
Son pôle urbain est l'unité urbaine de La Réole (couramment : agglomération).

## Délimitation de l'unité urbaine de 2010
Liste des communes appartenant à l'aire urbaine de La Réole selon la nouvelle délimitation de 2010 et sa population municipale.
| Nom               | Code Insee | Statut | Superficie (km2) | Population (dernière pop. légale) | Densité (hab./km2) |
| ----------------- | ---------- | ------ | ---------------- | --------------------------------- | ------------------ |
| Bagas             | 33024      |        | 3,63             | 287 (2022)                        | 79                 |
| Camiran           | 33087      |        | 5,8              | 418 (2022)                        | 72                 |
| Les Esseintes     | 33158      |        | 5,1              | 245 (2022)                        | 48                 |
| Gironde-sur-Dropt | 33187      |        | 8,84             | 1 340 (2022)                      | 152                |
| Morizès           | 33294      |        | 5,87             | 531 (2022)                        | 90                 |
| La Réole          | 33352      |        | 12,53            | 4 441 (2022)                      | 354                |
| Saint-Sève        | 33479      |        | 4,8              | 251 (2022)                        | 52                 |

## Évolution démographique
L'évolution démographique ci-dessous concerne l'aire urbaine de La Réole délimitée selon le périmètre de 2010.
| 1968  | 1975  | 1982  | 1990  | 1999  | 2010  | 2015  | 2016  | - |
| ----- | ----- | ----- | ----- | ----- | ----- | ----- | ----- | - |
| 7 609 | 7 564 | 6 840 | 6 772 | 6 826 | 7 094 | 7 129 | 7 235 | - |